# رودلف لوکنر
رودلف لوکنر (آلمانی: Rudolf Lochner؛ زادهٔ ۲۹ مارس ۱۹۵۳) ورزشکار بابسلد اهل آلمان است.